# Besetzung von Malybajli und Guschtschular
Als Besetzung von Malybajli und Guschtschular werden die Annexion und Zerstörung der aserbaidschanisch besiedelten Dörfer Malybajli und Guschtschular durch armenische Einheiten in der Bergkarabach-Region von Aserbaidschan im Februar 1992 bezeichnet.

## Überblick
Mit dem Übergang armenisch-aserbaidschanischer Auseinandersetzungen zur kriegerischen Phase zu Beginn des Jahres 1992 wurde die Sicherheitslage der mehrheitlich aserbaidschanisch besiedelten Provinzen und Dörfer in Bergkarabach immer prekärer. Şuşa (Schuscha) bildete zu diesem Zeitpunkt die größte aserbaidschanische Enklave innerhalb der administrativen Grenzen des abtrünnigen Gebiets. Die verwaltungstechnisch zur Şuşa gehörenden Ortsteile Guschtschular und Malybeyli liegen im Hochland von Bergkarabach und zählten vor armenischen Angriffen ca. 4000 Einwohner. Ähnlich wie die Stadt Xocalı (Chodschali) kamen auch in Guschtschular und Malybeyli seit 1988 aserbaidschanische Flüchtlingen an, die aus Armenien vertrieben wurden. Deren Zahl belief sich auf 500 bis 1500 Menschen.

## Angriff und Massaker
Seit Oktober 1991 waren beide Dörfer aufgrund der armenischen Blockade von der Außenwelt komplett abgeschnitten. Die Flucht war nur auf dem Luftweg möglich. Der letzte Hubschrauber, der die eingeschlossenen Einwohner nach Şuşa fliegen wollte, wurde am 28. Januar 1992 von Armeniern abgeschossen. In der Nacht zum 10. Februar stürmten die meist aus Syrien und Libanon stammenden freiwilligen armenischen Milizen (die sogenannten „Arabo-Kämpfer“) beide Ortschaften, die aus Panzerfahrzeugen und mit schwerer Artillerie beschossen wurden. Der nächstgelegene sichere Ort für die verbliebenen Einwohner (unter ihnen viele Kinder und Frauen) war das Dorf Abdal Gulably der Stadt Ağdam, der allerdings die Durchquerung armenischer Dörfer erforderte.

## Opferzahl
Laut Human Rights Watch wurden acht aserbaidschanische Zivilisten als Folge des armenischen Angriffs in Guschtschular und Malybajli getötet. Die aserbaidschanische Seite geht von 30 ermordeten Zivilisten aus.
Der russischen Menschenrechtsorganisation Memorial zufolge haben armenische Einheiten beide Dörfer bis auf die Grundmauern niedergebrannt.